# James Hannington
James Hannington (født 3. september 1847 på en herregård i Hurstpierpoint, død 29. oktober 1885 i Uganda) var en engelsk missionsbiskop i Afrika. 
Da Haninngton var 15 år gammel, kom han på sin fars kontor. Faderen var en rig forretningsmand i Brighton
21 år gammel blev Haninngton optaget ved Oxford universitet for at blive præst, men han viste lige så lidt interesse for studiet som for forretningerne. Han var derimod en fremragende sportsmand.
Moderens død i 1872 vakte ham til større alvor, og i 1874 oplevede han et religiøst
gennembrud. I 1875 blev han præst ved en kirke, som hans fader havde bygget ved sin ejendom i
Hurstpierpoint. Her virkede han i syv år. Hans friske og frejdige væsen samt hans omsorg for
fattige og syge vandt hurtigt hjerterne for ham.
Da to af »det kirkelige Missionsselskab«’s (C.M.S.) udsendinge blev myrdet i 1878 ved Victoria Nyanza Søen i Centralafrika, begyndte Haninngton at overveje, om han ikke burde træde i deres
sted, og i 1882 tilbød han selskabet sin tjeneste i en periode på 5 år. Han ville arbejde
uden løn og selv yde 100£ om året som tilskud til rejseudgifterne. Efter at have taget
afsked med sin hustru og sine tre små børn sejlede han sammen med 5 andre C.M.S.-missionærer til Zanzibar. Derpå ledte han ekspeditionen gennem Centralafrikas fastland til sydsiden af Victoria Nyanza Søen. Men han helbred blev svækket af feber og
blodgang, og han blev til sidst nødt til at vende om til Zanzibar og derfra til England i 1883.
I England lykkedes det ham at genvinde sine kræfter, og efter at være indviet til biskop
for det østlige Centralafrika i 1884 forlod han England for anden og sidste gang. Over
Palæstina sejlede han til Frere Town på Afrikas østkyst (1885). Herfra foretog han en
undersøgelsesrejse til Kilimanjaro og fik derved den idé at søge en kortere og mindre sundhedsfarlig vej til Uganda, nemlig direkte gennem Masailandet til nordsiden af Victoria Nyanza (i stedet for den lange omvej til sydsiden af søen).
Den 23. juli 1885 brød han op fra Rabai med et følge af 226 bærere. Da han var nået til
Kavi-rondo ved det nordøstlige hjørne af søen, lod han de fleste af sine ledsagere blive dér og tog
kun 50 med på den videre rejse til Uganda. Her var Kong Mtesa imidlertid død, og hans søn og efterfølger Mwanga stod
under kristendomsfjendtlige høvdingers indflydelse. Det lykkedes dem at fremkalde en
forfølgelse, der gjorde flere af de unge Ugandakristne til martyrer. Dertil kom, at den voksende frygt
for de hvide mænds erobringer fik ny næring ved efterretningen om tyskernes fremtrængen i Østafrika. Da det derfor rygtedes i Uganda, at den hvide biskop nærmede sig, blev det besluttet, at han skulle dræbes, og da han nåede Usoga, blev han overfaldet og kastet i et usselt fængsel, hvor han måtte tilbringe otte dage, syg og forpint. Hans dagbog, som senere blev fundet og udgivet, viser den kristelige heroisme, han lagde for dagen. Den 29. oktober 1885 blev han og de fleste af hans mænd myrdet. 
Hannington blev kun 38 år gammel. Hans personlighed gjorde et stærkt indtryk på alle dem, der
kendte ham, og efterretningen om hans martyrdød fik mange til at melde sig til Missionen.
Hans ældste søn blev senere missionær i Uganda og døbte 1906 en søn af den fyrste i Usoga, som havde ladet hans fader myrde.
1. ↑  Navnet er anført på engelsk og stammer fra Wikidata hvor navnet endnu ikke findes på dansk.